# 科学分支列表
本文旨在提供一份尽可能完整的有关科学分支的术语列表，按分支对应的英文词组排序。
科学分支，通常分为三大类：
- 形式科学：对形式系统的研究，如逻辑和数学分支下的学科。它们依据先验知识，而非建立在实证基础上。
- 自然科学：对自然现象的研究（包括宇宙内的宇宙学、地质学、物理学、化学和生物学影响）。自然科学可分为两个主要分支：物理科学和生命科学（或生物科学）。
- 社会科学：在社会和文化角度研究人类行为的科学。[1]

以应用为目的，运用科学方法进行研究的学科领域，如工程学和医学，被称为应用科学。

## A
- 声学——物理学分科
- 精算学
- 放射生物学
- 空气动力学——主要研究物體在空氣中運動時所產生的各種力
- 陨石学
- 航空学
- 航空航天工程[A]
- 农学——学科
- 农业化学
- 农业生态学
- 农业工程[A]
- 农业地质学
- 农业经济学
- 农艺学——学科
- 代数——數學分支
- 麻醉学——学科[B]
- 解剖学——涉及生命体的结构和组织的生物学分支学科
- 成人教育学——一种教育方式 终生学习
- 血管学[B]
- 人类生物学
- 人类学——社会学或动物学学科
- 人与动物关系学
- 应用科学——科学领域
- 蛛形动物学
- 古遗传学
- 考古学——通過物質文化研究過去
- 档案学
- 美食学
- 人工智能——計算機科學分支，開發具有類似人類智能的機器和軟件
- 节肢动物学
- 星震学
- 天体生物学——研究在宇宙中生命起源、生物演化、分布和未来发展的交叉学科
- 天体地质学——学科
- 航天学——学科
- 天文学——觀察和研究宇宙間天體的學科
- 天体物理学——天文学的一个分支，应用物理学的技术、方法和理论，研究天体的形态、结构、化学组成、物理状态和演化规律的学科
- 大气科学——科學分支
- 听力学
- 个体生态学
- 自动机理论

## B
- 细菌学
- 弹道学——一门研究抛射物飞行，受力及其他运动状态的应用物理学科
- 行为科学
- 行为遗传学
- 行为神经科学
- 目录学——研究文献目录工作形成和发展一般规律的科学
- 生物地球化学
- 生物学——自然科學的分支，主要研究生物體的結構、功能、生長、演化和分布等
- 生物化学——學科
- 生物工程——生物学和工程学的应用[A]
- 生物医学工程[A][B]
- 生物力学
- 生物统计学
- 生物物理学
- 生物心理学
- 生物摩擦学
- 植物学——研究植物形态解剖、生长发育、生理生态、系统进化、分类以及与人类的关系的综合性科学
- 苔藓学

## C
- 热学——物理学的一个分支
- 心脏病学——医学上专门研究心脏或者血管疾病的学科[B]
- 纸莎草学
- 制图学
- 天体力学
- 细胞生物学
- 鲸类学
- 混沌学——物理学相关理论
- 混沌理论——物理学相关理论
- 化学——研究物質的性質、組成、結構、變化，以及物質變化規律的科學
- 化学工程——化學及工程學分支領域[A]
- 笔迹学
- 色度学
- 时间生物学
- 土木工程——學術和職業領域[A]
- 经典力学——研究宏观物体低速机械运动的现象与规律的力学分支
- 气候学——研究气候形成、分布、变化及气候与其他自然地理要素和人类活动关系的学科
- 认知科学——研究人腦和意識的跨領域學科
- 计算语言学——跨学科研究领域
- 计算机科学——研究信息和計算的理論基礎
- 计算机工程 [A]
- 贝类学
- 连接组学
- 接触力学
- 宇宙化学
- 宇宙学——天文学的一个分支
- 犯罪学——学科
- 低温生物学
- 密码学——研究如何构造性能良好、实现方便的密码体制的方法
- 控制论——探索调节系统的跨学科研究
- 犬类学
- 细胞学

## D
- 数据科学——跨學科研究領域，側重於從資料中取得知識與見解
- 决策论——研究代理人選擇的理由
- 人口统计学
- 人口学
- 树轮年代学
- 树木学
- 皮肤病学[B]
- 方言学
- 动力学——经典力学分支
- 劣生学

## E
- 地球科学——研究地球的學科
- 生态学——研究生物间及生物与非生物环境间相互关系的学科
- 经济学——研究商品与服务的生产、分配和消费的社会科学
- 埃及学——學科
- 人类聚居学——人類學的分支
- 电化学——化學分支領域
- 电动力学
- 电学
- 静电学——物理
- 电磁学——物理学科
- 电气工程——工程學分支領域[A]
- 急诊医学[B]
- 胚胎学
- 工程学——應用科學[A]
- 昆虫学——以科学方法研究昆虫的动物学分支
- 环境科学——研究人类与环境相互作用的跨学科领域
- 环境工程[A]
- 流行病学——研究健康与疾病状况的模式、成因、发展、分布及影响的学科[B]
- 人体工程学——研究设计适合人体及其认知能力的设备装置、减少伤害的工程领域[A]
- 民族植物学
- 民族音乐学
- 民族学——人类学分支
- 动物行为学——對動物行為的科學客觀研究
- 病因学[B]
- 词源学——研究字词的来源、基本意义和演变以及不同语言间同一来源的词之间关系的学科
- 系外行星学

## F
- 金融学——社会科学学科
- 渔业科学——有关渔业的学科
- 流体力学——力学分支，研究在各种力作用下流体介质运动和平衡的规律，特别是研究流体与固体、流体和流体之间的相互作用
- 流体动力学——流体力学分支，从动力学观点研究作为连续介质的流体在力作用下的运动规律及其与周边结构的相互作用
- 流体静力学
- 食品科学——致力於食品研究的應用科學
- 民俗学——人类学分支
- 林学——森林创造与利用研究
- 断裂力学
- 淡水生物学
- 未来学
- 法医学[B]
- 形式科学

## G
- 博弈论——經濟學理論
- 垃圾学
- 胃肠病学——研究消化系统及相关疾病的医学分支领域[B]
- 宝石学
- 性别研究
- 家谱学——研究家庭及其血統和歷史的踪跡
- 遗传学——生物学中研究遗传和变异（即研究亲子间性状异同）的学科
- 基因工程——技術[A]
- 地球化学——將化學應用於地質系統的科學
- 地质年代学
- 地理学——學科
- 地质学——研究地球及其演變的學科
- 几何学——研究形狀、大小、圖形的相對位置等的數學分支
- 地貌学
- 岩土工程学[A]
- 老年学——研究人类老化的生理层面、心理层面和社会层面的学科
- 老年医学——医学专科 ，主要专注于老人的健康关顾[B]
- 冰川学
- 文字学——語言學的分支學科
- 笔迹学
- 妇科学——医学学科[B]

## H
- 和声学——研究同时发声的几个音的组合及不同组合间连接的音乐理论
- 医疗卫生科学——涉及人類和動物健康的應用科學[B]
- 日震学
- 血液学——学科
- 血流动力学
- 组织学——研究組織的學科
- 历史编纂学——研究过去所发生事件的学科
- 历史学——研究过去所发生事件的学科
- 家政学
- 钟表学
- 园艺学——以农业生物学、农业工程学等主要理论和技术为基础，研究园艺作物起源与分类、种质资源、遗传育种、栽培生理、病虫害防治等应用技术与原理的综合性领域或学科
- 水力学
- 水文地质学
- 水文地理学——研究水的一门科学
- 水文学——学科
- 卫生学
- 测湿学
- 睡眠学

## I
- 鱼类学——动物学的分支学科，专门研究鱼类的形态、习性、分布、分类及演化等
- 图像学
- 自我心理学——维基媒体消歧义页
- 免疫遗传学
- 免疫学——學科
- 信息科学——研究信息分析，收集，分類，操作，存儲，檢索，移動，傳播和保護的領域。
- 信息技术——基于计算机信息系统的开发，管理和使用
- 昆虫学——以科学方法研究昆虫的动物学分支
- 和平学

## J
- 日本学

## K
- 美学——哲学的分支学科，为研究感性认识（即审美）的领域
- 运动学——力学的分支

## L
- 词汇学
- 图书馆信息学——統合圖書館學與資訊科學的專業學科
- 生命科学——科学分支领域
- 湖沼学——水文地理学分支
- 语言学——研究人類語言的學科
- 逻辑学——對有效推論的哲學研究
- 游戏学

## M
- 宏观经济学——經濟學學科
- 磁学——一類物理現象
- 磁流体动力学
- 静磁学
- 软体动物学——軟體動物的研究
- 哺乳动物学
- 海洋生物学——研究海洋中的生命现象、生命生长过程及其规律的学科
- 数学——利用符號語言研究數量、結構、變化以及空間等概念的學科
- 力学——學科
- 机械工程——学科[A]
- 媒体研究
- 医学——診斷，治療和預防疾病的研究領域[B]
- 医学影像学——創建身體內部的視覺表示的技術和過程[B]
- 蜜蜂学——昆虫学的分支学科，以蜜蜂为研究对象
- 环境学——研究人类与环境相互作用的跨学科领域
- 金相学
- 冶金学
- 形而上学——哲學分支
- 超心理学——研究超自然現象的心理學科
- 元科学
- 气象学——學科
- 方法论——关于认识世界、研究与操作方法的理论
- 计量学——测量及其应用的科学
- 显微镜学
- 显微解剖学——研究組織的學科
- 微生物学——研究微生物的學科
- 微观经济学——經濟學學科
- 微体古生物学
- 军事科学——研究軍事的學科
- 矿物学
- 分子生物学——生物学的一个分支，研究生物活性的分子基础
- 生物形態學
- 博物馆学——学科
- 音乐学
- 真菌学——研究真菌形态、分类、生理生化、生态、生长发育和遗传的学科
- 肌肉学
- 神话学——傳承性、象徵性地敘述事物起源和意義的故事的學科

## N
- 自然科学——研究大自然中有机或无机的事物和现象的科学
- 航海学——人类的活动
- 网络科学——研究複雜網絡（如電腦網絡、社會關係網絡）
- 神经生物学——學科
- 神经经济学
- 神经病学——医学分支领域[B]
- 神经心理学——学科
- 神经科学——學科
- 疾病分类学[B]
- 老年学——研究人类老化的生理层面、心理层面和社会层面的学科
- 钱币学——研究流通貨幣的學科
- 纳米技术

## O
- 产科学
- 海洋学——研究海洋的地球科学分支领域
- 牙科学
- 葡萄酒学
- 组学——生物学中各种以“-omics”为后缀命名的学科
- 肿瘤学——医学学科[B]
- 专名学——各種專有名稱和名稱的來源的研究
- 本体论 (信息科学)——表達概念之間關係的模型
- 眼科学——醫學分科[B]
- 光学——物理学分支领域
- 轨道力学
- 兰学——传入日本的学术、文化、技术的总称
- 鸟类学——研究鳥類的學問
- 正字法——文字符號形體的規範和使用規則
- 骨学

## P
- 疼痛心理學
- 古人类学——研究人类起源和演化的科学
- 古生物学——研究古地質時代的生物及其進化發展，為生物學和地質學的交叉科學
- 古气候学
- 古植物学——研究史前植物的学科
- 古地震学——对过去发生的地震的研究
- 孢粉学
- 超心理学——研究超自然現象的心理學科
- 寄生虫学
- 粒子物理学——物理學分支
- 病理学[B]
- 教育学
- 儿科——医学分科[B]
- 土壤学
- 刑罚学
- 牙周病学[B]
- 岩石学
- 生药学
- 药理学——生物学分支领域
- 灯塔学
- 物候学
- 现象学
- 语文学——对历史文献的语言研究
- 哲学——研究根本問題的學科
- 语音学——研究言語聲音的語言學分支學科
- 音系学——語言學分支
- 光子学——物理学分支
- 藻类学
- 系统发生学——研究生物之间的亲缘关系和演化规律的学科
- 物质科学——科学分支领域
- 物理学——注重研究物質、能量、空間及時間的自然科學
- 生理学——研究生物物理和生物化学功能的科学
- 植物学——研究植物形态解剖、生长发育、生理生态、系统进化、分类以及与人类的关系的综合性科学
- 行星科学——一种研究天文物体的学科
- 气体力学
- 足病学[B]
- 政治学——研究政治領域的學科
- 果树学
- 种群生态学——研究生物种群及其成员个体与环境之间、种群内个体之间，以及种群与种群之间相互作用的学科
- 语用学
- 灵长类动物学
- 直肠病学[B]
- 原生生物学
- 预防医学——为防止疾病而采取的措施，可分为初级、一级、二级、三级和四级预防行动[B]
- 心理生物学
- 心理语言学——學科
- 心理学——研究心理与行为的科学分支
- 精神病理学
- 心理物理学

## Q
- 量子计算——运用量子计算的计算机
- 量子力学——研究微观世界基本运动规律的物理学科，为当代物理最重要的基础理论之一
- 量子物理学——研究微观世界基本运动规律的物理学科，为当代物理最重要的基础理论之一
- 酷儿理论

## R
- 放射生物学
- 放射化学
- 流变学
- 风湿病学[B]
- 机器人学——機器人的設計、建造、操作和應用

## S
- 科学建模
- 编程语言——用於將指令傳達給機器的語言
- 沉积学
- 地震学——学科
- 语义学——既可以指对自然语言中词语意义的研究，也可以指对逻辑形式系统中符号解释的研究
- 符号学——主要研究符号的本质、符号的发展变化规律、符号的各种意义以及符号与人类多种活动之间关系的学术领域
- 血清学
- 性学——研究性的科學
- 森林生态学
- 汉学——对中国及其语言、文学、历史和文化的研究
- 社会生物学——交叉学科
- 社会经济学
- 社会语言学
- 社会科学——研究社會與關係的學科
- 社会学——以社会生活、社会制度、社会行为、社会变迁和发展及其他社会问题为研究对象的社会科学分支
- 固体力学
- 空间科学——学科
- 光谱学
- 光谱分析——維基媒體消歧義頁
- 运动科学
- 洞穴学——洞穴及喀斯特地貌的研究
- 静力学——学科
- 统计学——研究数据的收集、分析、解释与呈现的学科
- 恒星天文学
- 谱系学——研究生物之间的亲缘关系和演化规律的学科
- 立体化学
- 细胞生理学
- 地层学——地质学的一个基础学科，研究构成地壳的所有层状或似层次岩石体固有的特征和属性，并据此将它们划分为不同类型和级别单位，进而建立它们之间的空间关系和时间顺序
- 超分子化学——化學分科
- 句法学——研究語句間結構的科學
- 系统学——研究物種之間親緣關係的學科
- 系统科学——跨学科研究
- 系统工程——工程与工程管理领域的跨学科研究领域，专注于如何在整个生命周期内设计和管理复杂系统[A]

## T
- 分类学
- 目的论
- 畸形学
- 文本批评
- 死亡学——一门研究死亡的学科
- 神学——学科
- 理论计算机科学
- 热力学——物理学分支领域
- 热学——物理学的一个分支
- 营养学——研究营养和其他食物成分的科学
- 地形学
- 拓扑学
- 地名学——專有名詞學分支，地名的研究
- 毒理学——研究对生物体有害的物质，生物学、化学和医学的一个分支
- 创伤学
- 摩擦学——机械学科
- 毛发学
- 印刷术
- 类型学——維基媒體消歧義頁

## U
- 城市社会学

## V
- 性病学[B]
- 兽医学——学科[B]
- 旗帜学——學科
- 病毒学——学科
- 火山学——学科

## X
- 异源生物学

## Z
- 动物考古学
- 动物地理学——研究动物在地球表面地理分布实况、分布格局规律的学科
- 动物学——生物學分支领域
- 动物生理学——研究生物物理和生物化学功能的科学
- 动物分类学——研究生物分类方法和原理的生物学分支学科